# Porcataraneus bengalensis
Porcataraneus bengalensis is een spinnensoort uit de familie wielwebspinnen (Araneidae). De wetenschappelijke naam van de soort werd voor het eerst geldig gepubliceerd in 1975 door Tikader als Chorizopes bengalensis. De soort komt voor in India en China.